# Serranía de Ronda
Die Comarca Serranía de Ronda ist eine der neun Comarcas in der Provinz Málaga. Sie wurde, wie alle Comarcas in der Autonomen Gemeinschaft Andalusien, mit Wirkung zum 28. März 2003 eingerichtet. Die Comarca hat allerdings lediglich die Funktion von Planungsregionen für den Tourismus und die Entwicklung sportlicher Einrichtungen. Die im Westen der Provinz Málaga gelegene Comarca umfasst 23 Gemeinden mit insgesamt Einwohnern 51.325 (Stand 1. Januar 2019), also rund 3,5 % der Provinzbevölkerung.

## Landschaft
Die Serranía de Ronda ist eine bergige, bewaldete und nur wenig touristisch erschlossene Gegend. Sie liegt zwischen den Städten Málaga und Cádiz in der Betischen Kordillere, einer parallel zur Mittelmeerküste verlaufenden Gebirgskette. Das Gebiet der Serranía de Ronda umfasst eine Fläche von ca. 1.300 km². Im Norden ist der Boden durchsetzt mit Kalkstein, was optimal für den Olivenanbau ist. Im Süden ist der Boden eher tonhaltig; hier wachsen viele Edelkastanienbäume.

## Lage und Klima
|               | Guadalteba                                  |                      |
| Provinz Cádiz | Kompassrose, die auf Nachbargemeinden zeigt | Sierra de las Nieves |
|               | Costa del Sol Occidental                    |                      |

Das für den Süden Spaniens eher regenreiche Klima wird gleichermaßen vom Atlantik wie vom Mittelmeer beeinflusst.

## Gemeinden
| Gemeinde                  | Einwohner (2024) | Fläche km² | Dichte Einw./km² | Cod INE | Postleitzahl |
| ------------------------- | ---------------- | ---------- | ---------------- | ------- | ------------ |
| Algatocín                 | 834              | 19,71      | 42               | 29006   | 29491        |
| Alpandeire                | 258              | 31,24      | 8                | 29014   | 29460        |
| Arriate                   | 4.073            | 8,27       | 493              | 29020   | 29350        |
| Atajate                   | 187              | 10,90      | 17               | 29021   | 29494        |
| Benadalid                 | 234              | 20,67      | 11               | 29022   | 29493        |
| Benalauría                | 465              | 19,75      | 24               | 29024   | 29491        |
| Benaoján                  | 1.428            | 32,00      | 45               | 29028   | 29370        |
| Benarrabá                 | 462              | 24,90      | 19               | 29029   | 29490        |
| Cartajima                 | 229              | 21,47      | 11               | 29037   | 29452        |
| Cortes de la Frontera     | 3.000            | 175,87     | 17               | 29046   | 29380        |
| Faraján                   | 284              | 20,41      | 14               | 29052   | 29461        |
| Gaucín                    | 1.591            | 98,24      | 16               | 29056   | 29480        |
| Genalguacil               | 397              | 31,87      | 12               | 29057   | 29492        |
| Igualeja                  | 774              | 43,87      | 18               | 29060   | 29440        |
| Jimera de Líbar           | 398              | 27,17      | 15               | 29063   | 29392        |
| Jubrique                  | 578              | 39,32      | 15               | 29064   | 29492        |
| Júzcar                    | 227              | 33,66      | 7                | 29065   | 29462        |
| Montecorto                | 589              | 48,05      | 12               | 29903   | 29430        |
| Montejaque                | 952              | 45,46      | 21               | 29074   | 29360        |
| Parauta                   | 281              | 44,49      | 6                | 29077   | 29451        |
| Pujerra                   | 290              | 24,38      | 12               | 29081   | 29450        |
| Ronda                     | 33.451           | 397,65     | 84               | 29084   | 29400        |
| Serrato                   | 453              | 28,61      | 16               | 29904   | 29471        |
| Comarca Serranía de Ronda | 51.435           | 1.247,96   | 41               | –       | –            |

## Nachweise
1. ↑  Instituto Nacional de Estadística Municipal Register of Spain
2. ↑  Orden de 14 de marzo de 2003, por la que se aprueba el mapa de comarcas de Andalucía a efectos de la planificación de la oferta turística y deportiva, Boletín Oficial de la Junta de Andalucía (Amtsblatt der Regierung von Andalusien), Nr. 59 vom 27. März 2003, S. 6248